# David González López
David González López (Fontiveros, província de Ávila, 21 de fevereiro de 1996) é um ciclista espanhol profissional desde 2019.
Destacou como amador ganhando o Memorial Pascual Momparler, o Memorial Juan Manuel Santisteban e etapas na Volta a Castellón e na Volta a Leão. Estes resultados levaram-lhe ao profissionalismo da mão do conjunto Profissional Continental Caja Rural-Seguros RGA.

## Premiações
- 2018 — 1º colocado no Mémorial Pascual Momparler[4][5]
- 2018 — 1º colocado no Mémorial Juan Manuel Santisteban[6]
- 2018 — 1º colocado no Klasika Lemoiz
- 2018 — 2º colocado no San Roman Saria[7]
- 2017 — 2º colocado no Volta a Galiza[8]